# Ariel Helwani
Ariel Helwani (Montreal, 8 de julho de 1982) é um jornalista esportivo canadense, conhecido por sua cobertura de artes marciais mistas. Ele é mais conhecido por seu trabalho no MMA Fighting, mas também já trabalhou na Fox Sports e ESPN. Helwani ganhou o prêmio de Jornalista de MMA do Ano no World MMA Awards todos os anos desde 2010.

## Primeiros anos
Ariel Helwani nasceu de pais judeus Mizrahi em Montreal, Canadá, como o mais novo de quatro irmãos. Seu pai é de linhagem síria, mas nasceu e foi criado em Alexandria e sua mãe é natural de Beirute, que se estabeleceu com a família na referida cidade canadense como refugiada da Guerra Civil Libanesa. Helwani é sobrinho materno de David Saad, um judoca que competiu no peso leve masculino nas Olimpíadas de Montreal em 1976; e Gad Saad, um psicólogo evolucionista.
Helwani cresceu entre Monte Royal e Westmount e frequentou a Akiva School e a Herzliah High School. Em 2004, ele se formou na Escola de Comunicações Públicas S.I. Newhouse da Universidade de Syracuse, no estado de Nova Iorque. Enquanto estava lá, ele apresentou um programa de rádio esportivo na WERW, dirigida por estudantes, e fez um estágio de verão na NBC cobrindo as Jogos Olímpicos de Verão em Atenas, mas teve que se retirar devido a uma lesão no tornozelo. Embora Helwani se interessasse por artes marciais mistas desde a adolescência, foi quando frequentou a universidade que decidiu seguir carreira lá. Helwani afirmou que queria ser o “Howard Cosell do MMA”. Ele credita à mãe, "a quem [seus] amigos sempre pediam conselhos", por suas habilidades para entrevistas, e ao pai, "que nunca dava desculpas ou tirava um dia de folga por doença", por sua ética de trabalho.

## Carreira
Tendo estagiado na HBO no início de 2003, Helwani tornou-se assistente de produção esportiva na empresa em 2004. Após um período de um mês na Spike TV, ele renunciou para fundar seu próprio site em 19 de outubro de 2007, JarryPark.com. Ele disse que começou a construir sua rede enviando mensagens para todos os lutadores que encontrou no Myspace. Helwani também trabalhou nos sites MMA Rated, Versus.com e FanHouse da AOL. Ele começou a trabalhar no MMA Fighting depois que a AOL o comprou em 2009. Lá, Helwani lançou o programa semanal The MMA Hour with Ariel Helwani em junho de 2009, que produziu e apresentou. A natureza dupla de áudio e visual do show foi influenciada por seu amor pelo The Howard Stern Show. Ele também apresentou o programa The MMA Beat do site no YouTube.
Helwani atuou como "MMA Insider" para o programa semanal UFC Tonight da Fox Sports e outras programações pré e pós-evento em 2011. Ele foi demitido da Fox em março de 2016. Helwani revelou mais tarde que sua posição no 'MMA Insider' 'UFC Esta noite veio com a condição de que seu contracheque viesse da Zuffa, controladora do UFC. Chamando isso de o maior arrependimento de sua vida, ele disse que concordou com o acordo considerando que o dinheiro veio da Fox e “filtrado” pela Zuffa. Segundo o próprio Helwani,

Eles não gostaram de certas coisas que falei no meu programa. Mas nunca me disseram para não ir, ou para não falar sobre certas coisas. As pessoas de quem eu estava realmente zangado eram as pessoas da FOX, quem "Eles simplesmente deixaram o UFC ditar o que estavam fazendo e não me defenderam.
Com seu contrato com o MMA Fighting expirando em junho de 2018, Helwani recebeu uma oferta da ESPN em fevereiro. Ele notificou o MMA Fighting, mas nunca lhe ofereceram um novo contrato. Helwani ingressou na ESPN em junho de 2018, logo após a empresa anunciar seu pacote de direitos de cinco anos e US$ 1,5 bilhão com o UFC. Ele apresentou o The MMA Show of Ariel Helwani no Twitter e no YouTube, o Ariel & the Bad Guy com Chael Sonnen na ESPN + e o podcast DC & Helwani com Daniel Cormier. Ele também contribuiu para transmissões ocasionais da ESPN NBA. Em junho de 2021, Helwani anunciou sua saída da ESPN após não conseguir chegar a um acordo sobre um novo contrato. Andrew Marchand, do New York Post, relatou que Helwani ganhava pouco menos de US$ 500.000 por ano na ESPN, mas suas novas ofertas para ele incluíam um corte de 5% no salário como parte do corte de custos em toda a empresa.
Posteriormente, ele anunciou seu retorno ao MMA Fighting e como apresentador e produtor do The MMA Hour, com uma nova programação duas vezes por semana. Ele também começou a trabalhar para BT Sport e Spotify, onde também cobre boxe e luta profissional, enquanto criava conteúdo não relacionado ao MMA para seu próprio canal no YouTube. Helwani lançou um relato no Substack para seus pensamentos escritos, explicando que ele não quer ser visto apenas como ‘o cara do MMA’ ou ‘o cara dos esportes de combate’ e que muitas coisas diferentes precisavam ser feitas. Em setembro de 2021, ele se tornou embaixador da marca BetMGM. Depois de estagiar no programa em 2003, Helwani voltou ao Real Sports com Bryant Gumbel em julho de 2022, desta vez como correspondente no ar.